# Americanos de São Martinho do Porto
Os Americanos de São Martinho do Porto, oficialmente conhecidos como Caminho de Ferro Americano de Pedreanes a S. Martinho foram um sistema ferroviário ligeiro, utilizando veículos a tracção animal, que se localizava nos concelhos de Leiria e Alcobaça, em Portugal.

## Descrição

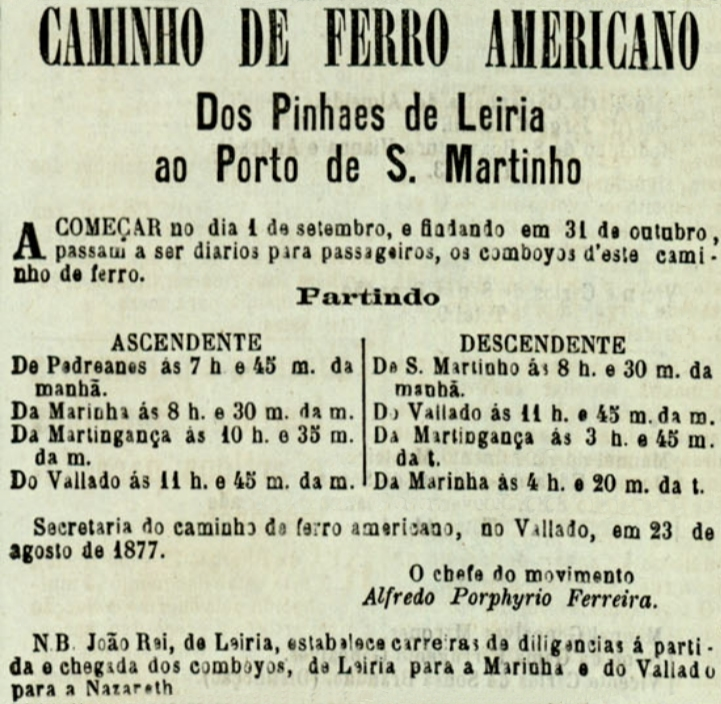
Horário dos Americanos de São Martinho do Porto, em 1877

Este caminho de ferro foi descrito na obra Banhos de Caldas e Águas Minerais de Ramalho Ortigão, como sendo do tipo americano, com veículos puxados por bois, e aproveitando o seu próprio peso para descer as encostas. Utilizava originalmente carris de madeira.

## História
Na segunda metade do Século XIX, verificou-se um grande surto de desenvolvimento nos concelhos da zona Oeste de Portugal, devido ao aumento da procura das praias e das estâncias termais, e à expansão da produção agrícola e industrial. O governo autorizou a construção de uma linha no sistema americano entre Leiria e São Martinho, para transportar a madeira desde o Pinhal de Leiria.
Em 26 de Setembro de 1862, foi noticiada no jornal O Leiriense a abertura do concurso para a exploração do serviço de tracção animal, tendo sido concluído ainda nesse ano.
Na Década de 1870, a firma Ellicot & Kessler propôs a instalação de um caminho de ferro de via estreita entre Torres Vedras e Sintra, tentativa que foi bloqueada pela Companhia Real dos Caminhos de Ferro Portugueses, que receava a construção de uma via férrea paralela às suas Linhas do Norte e Leste. A Companhia Real temia que caso esta linha fosse construída, outros concelhos do litoral, como as Caldas da Rainha e São Martinho do Porto, também pediriam a instalação dos caminhos de ferro, além que a linha americana que já existia poderia ser facilmente prolongada até Coimbra.
Em 8 de Setembro de 1877, o jornal Diario Illustrado noticiou que no dia 6 desse mês um comboio da Marinha Grande a São Martinho do Porto tinha sofrido um acidente perto da estação de Valado dos Frades, quando um passageiro atirou um fósforo para o chão do veículo, caindo em cima de um monte de pólvora, que explodiu, provocando ferimentos graves em dois passageiros. Segundo o jornal, a pólvora iria ser utilizada numa pedreira, e estava guardada em cartuchos de papel, em condições de transporte proibidas pelos regulamentos. Em 14 de Setembro, o jornal publicou uma carta do chefe do movimento daquele caminho de ferro, onde informou que o acidente tinha ocorrido numa carruagem mista de primeira e segunda classe, sendo a divisão de segunda utilizada para transporte de mercadorias. Uma vez que naquele lado não viajavam quaiquer passageiros nem mercadorias consideradas combustíveis, decidiu-se transportar ali os cartuchos de pólvora, processo que não era proibido pelos regulamentos, que obrigavam apenas a tomar todas as medidas de segurança necessárias. Durante a viagem, um passageiro que viajava em primeira classe deslocou-se para a divisão de segunda classe por estar demasiado calor naquele lado, e nessa altura também subiu para o comboio uma rapariga que estava a circular a pé ao lado da via férrea. Ambos foram alertados pelo condutor da presença da pólvora, que cobriu com uma manta, regressando depois para a sua guarita. Apesar dos avisos, o passageiro acendeu um fósforo para fumar, tendo-o depois lançado para o solo da carruagem, provocando a explosão.
Segundo um artigo publicado no Diario Popular de 12 de Novembro de 1884, e copiada pelo periódico espanhol Gaceta de Los Caminos de Hierro de 23 de Novembro desse ano, o traçado do caminho de ferro americano foi aproveitado para a construção do lanço entre São Martinho do Porto e Martingança da Linha do Oeste. Uma vez que a nova estação da Marinha Grande ficava a cerca de 3 km da vila e a 4,5 km da estação de Pedreanes do caminho de ferro americano, aquele sistema poderia continuar a funcionar como ligação entre as duas estações. O lanço entre São Martinho do Porto e a Marinha Grande foi inaugurado em 1 de Agosto de 1887, como parte do troço entre Torres Vedras e Leiria.